# Just Mercy – A kegyelem ára
A Just Mercy – A kegyelem ára (eredeti cím: Just Mercy) 2019-ben bemutatott amerikai életrajzi filmdráma, melynek rendezője és forgatókönyvírója Destin Daniel Cretton. A főszerepben Michael B. Jordan, Jamie Foxx, Rob Morgan, Tim Blake Nelson, Rafe Spall és Brie Larson látható.
A film Walter McMillian igaz történetét meséli el, aki a fiatal védőügyvéd, Bryan Stevenson segítségével fellebbez a gyilkosságok elkövetéséért. A Just Mercy – A kegyelem ára világpremierje a Torontói Nemzetközi Filmfesztiválon volt 2019. szeptember 6-án, és a Warner Bros. Pictures december 25-én mutatta be a mozikban. Általánosságban pozitív kritikákat kapott az értékelőktől, és 50,4 millió dolláros bevételt termelt világszerte. Foxx jelölést kapott egy férfi színész kiemelkedő teljesítményéért mellékszerepben a 26. Screen Actors Guild-gálán.

## Cselekmény

### Háttértörténet
Bryan Stevenson több, mint 30 éve küzd a szegényekért, a bebörtönzöttekért és a halálraítéltekért. Ő és a kezdeményezés a jogegyenlőségért ügyvédei több, mint 140 halálraítélt életét segítettek enyhíteni, felülvizsgálni vagy visszavonni. Eva Ansley továbbra is a K.A.J vezetője, 1989 óta nyújt jogi segítséget elítéltek számára.
Herbert Richardson egyike annak a 65 elitéltnek, akit 1983 óta végeztek ki Alabama államban, legtöbbjük nem jutott megfelelő jogi képviselethez. Bryan és Walter McMillian közeli barátok maradtak, egészen Walter demencia miatt 2013-ban bekövetkezett haláláig. A halálsoron eltöltött évek élete végéig gyötörték Walter-t.
Anthony Ray Hinton-t 1986-ban kettős emberölésért ítélték el, a vád szinte kizárólag téves ballisztikai jelentésen alapult. A ügyész azt állította, elég volt ránéznie Ray-re, hogy tudja, bűnös. Bryan az Egyesült Államok legfelsőbb bíroságáig vitte Ray ügyét és győzőtt. 2015-ben közel 30 ártatlanul halálsoron töltött év után  Mr. Hinton-t szabadon bocsátották. Az Egyesült Államokban minden 9 kivégzettre jut egy ártatlanul halálra ítélt, akit később szabadon engedtek.
Ralph Myers 30 éves börtönbüntetés után 2017-ben szabadult.
Tom Tate 32 évig volt Monroe megye seriffje, 2019-es nyugdíjba vonulásáig. Walter szabadulásáig 6-szor választották újra.
1993-ban egy újabb nyomozás megerősítette Walter McMillian ártatlanságát, a nyomázás során valószínűsíthetővé vált, hogy Ronda Morris-t egy fehér férfi gyilkolta meg. Az ügyben nem született több vádemelés.

## Szereplők
| Szerep              | Színész              | Magyar hang         |
| ------------------- | -------------------- | ------------------- |
| Bryan Stevenson     | Michael B. Jordan    | Ember Márk          |
| Walter McMillian    | Jamie Foxx           | Kálid Artúr         |
| Eva Ansley          | Brie Larson          | Ágoston Katalin     |
| Herbert Richardson  | Rob Morgan           | Galkó Balázs        |
| Ralph Myers         | Tim Blake Nelson     | Rába Roland         |
| Tommy Chapman       | Rafe Spall           | Simon Kornél        |
| Anthony Ray Hinton  | O’Shea Jackson Jr.   | Gacsal Ádám         |
| Tate seriff         | Michael Harding      | Koncz István        |
| Minnie McMillian    | Karan Kendrick       | Hámori Eszter       |
| John McMillan       | C.J. LeBlanc         |                     |
| Darnell Houston     | Darrell Britt-Gibson |                     |
| Christy Stevenson   | Jacinte Blankenship  | Bognár Gyöngyvér    |
| Foster bíró         | Lindsay Ayliffe      |                     |
| Woodrow Ikner       | Ron Clinton Smith    | Petridisz Hrisztosz |
| Jeremy Doss         | Hayes Mercure        |                     |
| David Walker        | Kirk Bovill          |                     |
| Jimmy               | Terence Rosemore     | Petridisz Hrisztosz |
| Pamela Baschab bíró | Rhoda Griffis        | Csere Ágnes         |
| riporter (hangja)   | Norm Lewis           |                     |

## A film készítése
A film munkálatai 2015-ben kezdődtek, a Broad Green Pictures felvette Destin Daniel Crettont rendezőnek, Michael B. Jordant pedig főszereplőnek. 2017 decemberében a Warner Bros. megszerezte a film terjesztési jogait, miután a Broad Green Pictures csődbe ment. 2018 júliusában Jamie Foxx csatlakozott a főszereplőkhöz, 2018 augusztusában Brie Larson, O’Shea Jackson Jr. és Tim Blake Nelson is a szereplőgárda tagja lett. A forgatás [augusztus 30-án kezdődött az alabamai Montgomeryben. 2018 októberében Dominic Bogart, Hayes Mercure és Karan Kendrick színészek is csatlakoztak a filmhez.

## Bemutató
Világpremierje a Torontói Nemzetközi Filmfesztiválon volt 2019. szeptember 6-án. Korlátozott mozibemutatójára 2019. december 25-én került sor. Eredetileg 2020. január 17-én tervezték bemutatni szélesebb körben, amit végül egy héttel korábbra hoztak előre, 2375 moziban bemutatva a filmet. George Floyd meggyilkolására válaszul a Warner Bros. Pictures 2020 júniusában különböző streaming platformokon ingyenessé tette a filmet, a szisztémás rasszizmus veszélyeire hívva fel a közönség figyelmét.
2020. június 19-én a TBS, a TNT és a truTV a 2018-as Fekete párduc című szuperhősfilmmel együtt sugározta, támogatva a társadalmi igazságot a Juneteenth emléknapján. A közvetítést Anthony Anderson mutatta be, és interjúkat készített magával Stevensonnal, Kamala Harrisszel és W. Kamau Bell-lel.